# Casa Singer (São Petersburgo)
A Casa Singer (em russo: Дом компании «Зингер»), também conhecida como a Casa dos Livros (em russo: Дом книги), é um edifício localizado na interseção da Nevsky Prospekt e do Canal Griboiedov, em frente à Catedral de Cazã em São Petersburgo, na Rússia. É reconhecido como um marco histórico e tem status oficial de objeto do Patrimônio Cultural Russo, e também é onde está a sede da rede social VK.

## História
O edifício foi projetado pelo arquiteto Pavel Suzor para o ramo russo da Singer Corporation. A administração da Singer Corporation inicialmente pretendia construir um arranha-céu, semelhante ao Singer Building, sede da empresa que estava sendo construída naquela época em Nova York, mas o código de construção de São Petersburgo não permitia estruturas mais altas que o Palácio de Inverno, a residência do imperador. O arquiteto encontrou uma solução elegante para o limite de 23,5 metros de altura: o edifício Art Nouveau de seis andares é coroado com uma torre de vidro, que por sua vez é coberta por um globo de vidro criado pelo artista estônio Amandus Adamson. Esta torre cria a impressão de uma elevação substancial, mas é suficientemente sutil para não ofuscar a Catedral de Cazã ou a Catedral do Sangue Derramado.
Durante a Primeira Guerra Mundial a embaixada dos Estados Unidos foi localizada no edifício por um breve período. Em 1919, pouco depois da Revolução de Outubro, o edifício foi entregue à Editora Estadual de Petrogrado. A livraria continuou funcionando durante o cerco de Leningrado até novembro de 1942, reabrindo outra vez em 1948. O edifício foi fechado para a reconstrução entre 2004 e 2006, e quando foi reaberto abrigou diversos negócios, incluindo a Casa dos Livros e o Café Singer.